# Música pimba

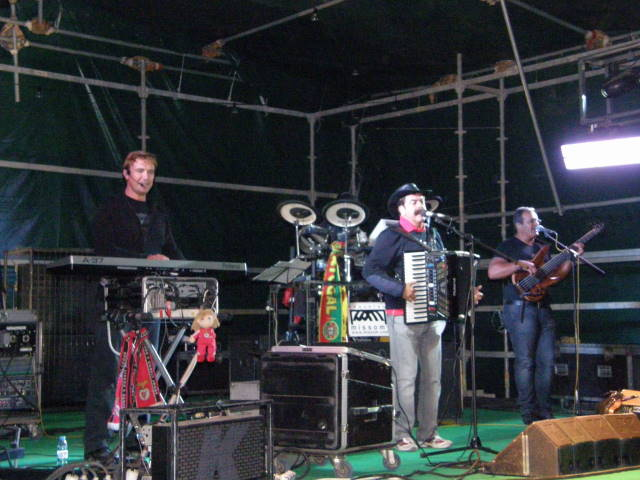
Quim Barreiros y su banda en 2008

Pimba es un término portugués usado para nombrar un tipo de música popular portuguesa, música pop y folk, cuyas letras suelen contener metáforas con significados sexuales o románticos, así como basado en clichés de historias de amor dramáticas.
La música pimba, al igual que otros géneros musicales, no tiene fronteras rígidas y claras que permitan clasificar objetivamente cada música, acabando, muchas veces, por obtener el epíteto por aceptación social (ser "pimba" se transforma apenas en una cuestión de opinión).
Este estilo musical tiene connotaciones rurales (debido a los instrumentos usados y al humor que usan en las letras) pero se pueden encontrar ejemplos de lo que actualmente es conocido como "música pimba", por ejemplo, en las músicas que siempre acompañaban al subgénero de las variedades ("Varietés" cabaret), difiriendo apenas en su naturaleza. Hacen la dificultad de definir un concepto tan reciente y heterogéneo, es común las siguientes características: letras de temas sexuales o románticos, con melodías fáciles de acompañar y de recordar para poder ser cantadas por todos los oyentes. Su armonía es generalmente pobre y el aspecto instrumental está poco cuidado, acercándose mucho a otros ritmo populares como la Cumbia y las Rancheras, usando instrumentos similares (órganos, acordeón, trompetas, saxofón...) pero sin ningún virtuosismo; las estructuras armónicas son muy básicas y las melodías pegadizas, cortas, a veces usadas a partir de canciones populares portuguesas existentes, otras veces adaptaciones apenas veladas (o incluso el plagio descarado) de la música pop Mainstream. Se basa superficialmente en la música popular portuguesa (en particular con el uso del acordeón y ciertas estructuras rítmicas populares), pero mezclándolo con la instrumentación y los arreglos básicos de la tradición pop anglo-estadounidense.
La elección de temas y los instrumentales básicos, han hecho que el género tenga gran éxito en todo Portugal, sus excolonias (Angola, Mozambique, Brasil...) y sus vecinos ibéricos (sobre todo en Galicia en sus fiestas populares de los pueblos); sin embargo debido a las mismas características el género es rechazado por diversas capas de la población(clases media y alta, personas devotas...) que ven en él lo peor del país o se sienten ofendidos que la "Pimba" sea un género propiamente portugués. Muchas de las canciones Pimba usar juegos de palabras vulgares y bromas o abordan temas que sugieren el comportamiento sexual como los sencillos de éxito "Queres Ketchup, María?" ("¿Quieres salsa de tomate, María?" - Cuando se le habla que suena similar a "¿Quieres que te chupo, María?"), Por Quim Gouveia o "É o ECU!" ("Es la ECU" ) -ECU era la unidad monetaria europea antes del Euro -, cuando los sonidos hablados como "É o cu!" ("es el culo!"), por la Banda Lusa.
Las bandas y músicos / cantantes de Pimba se ven influidos por las áreas rurales del país y los fenómenos de emigración que impregnaron la sociedad portuguesa en todo el siglo XX. Aunque se basa en algunos elementos de la música popular portuguesa, es básicamente música funcional pop con armonías simples y melodías, letras de mínimos y de uso intensivo de las cajas de ritmo y sintetizadores baratos. Está diseñada para ser tocada en bailes, bodas y fiestas de las aldeas. Aunque es muy popular entre los inmigrantes portugueses y las zonas rurales del país, la música y sus músicos Pimba o grupos son generalmente considerados inferiores por parte de la población, y es particularmente atacado por los artistas dedicados al folk tradicional portugués (que beben de la tradición anglosajona) y la música tradicional; aunque los músicos intentan que se les llame "crooners" o cantantes románticos en un intento de reclamar reconocimiento artístico.

## Historia de la música Pimba
Hasta la década de 1980, la palabra "Pimba" no era más que una palabra inofensiva del argot urbano, generalmente se utilizaba para expresar la realización de una acción o un evento inesperado (el equivalente de la expresión Inglés "Wham!").En 1993, la banda de pop rock Ex-Votos lanzó un álbum llamado "Cantigas do Bloqueio" (Canciones del bloqueo), con el sencillo "Subtilezas porno-populares... e Pimba" (Sutilezas pornopopulares y... pimba), una canción que hablaba de las fantasías sexuales de un hombre degenerado - tuvo tanto éxito que el popular cantante Emanuel se apresuró a saltar en el carro y crear una canción con la misma expresión ("Pimba") que se utilizan repetidamente en el estribillo. Esta canción fue "Nós Pimba" (que se traduce en "Nosotros Pimba", que significa "lo hacemos", sexual). En la década de 1990, el término fue acuñado de manera informal como un adjetivo, para identificar este tipo de música como sinónimo de mal gusto. El uso de la palabra se extendió para describir los programas de televisión, programas de radio y otros medios de comunicación, moda, etc. y, finalmente, "Pimba" adquirió el significado general de una actitud cultural que carece de contenido intelectual o de calidad y es de mal gusto y vulgar.
En los últimos años ha surgido un "Pimba-orgullo", con sus fanes y artistas, afirmando que es la música popular contemporánea portuguesa por excelencia y defendiéndola como tal, a veces denominándola MPA (Música Popular Alternativa), argumentando que la música no tiene por qué ser siempre profunda y elevada. Algunos intelectuales llegaron a aceptar este punto de vista, reconociendo que, en un contexto adecuado, este género es, sin duda, entretenida y divertida; de hecho siempre ha existido esa dicotomía entre lo "popular" y lo "clásico" hasta nuestro días. Mientras lo hecho por las clases bajas y obreras siempre fue tachado de superficial y vulgar lo hecho por las clases altas pasaba a ser caracterizado como lo que realmente estaba bien y debía ser mostrado; actualmente el posmodernismo ha cambiado las etiquetas e inventado otras como "kitsch" o "feísmo", aquello hecho por personas con pocos recursos o faltos de formación universitaria. Muchos jóvenes les gustaba ir a las fiestas de su pueblo y hasta a los bailes, pero era una actividad marginal (respecto de las estadísticas), nadie proclamaba que le gustaba la música pimba, pero poco a poco van cambiando las mentalidades y surgen más grupos del género, sobre todo los portugueses emigrantes que comienzan a dar a conocer y valorizar dicha música.

## Artistas de música Pimba, o MPA (Música Popular Alternativa)
- Ana Malhoa
- Emanuel
- Quim Barreiros: Comenzó su carrera antes de Emanuel, siendo uno de los primeros. En la mayoría de sus canciones, Barreiros hace un amplio uso de palabras ambiguas, a menudo con evidentes sugerencias sexuales. Uno de los mayores éxitos de Quim Barreiros era "Uma Garagem da Vizinha" (Un "garaje" de la vecina), que es una metáfora de los genitales femeninos, pero también es conocido por éxitos como "Bacalhau à Portuguesa" (Bacalao a la portuguesa), donde se le pide una mujer llamada María que le permitiera oler su "bacalao" con su más reciente éxito "Os peitos da cabritinha"( Las tetas de la cabritita) donde cuenta la historia de un hombre que nunca mamó de los pechos de su madre pero si de otros mamíferos y que ahora tiene una cabrita y siempre mama cuando él quiere.
- Mónica Sintra: famosa por canciones como "Na minha cama com ela" ("En mi cama con ella") o "Afinal havia outra" ("Después de todo había otra"), canciones sobre corazones rotos y el engaño.
- Ruth Marlene.
- Homens da Luta: a pesar de que non son artistas propiamente de este género musical tienen una isntrumentación similar, cambiando únicamente su contenido temático.
- Rosinha
- Priscilla Marie: hija de emigrantes portugueses en Suiza, con temas como "Tu aqui não petiscas" (tu aquí no picas)
- Jorge Ferreira
- Ruth Marlene:Con canciones como "Coraçao sem dono" (Corazón sin dueño)
- José Malhoa
- Ágata
- Bombocas:grupo musical con canciones como "Pimba dos navegantes" o "Vamos a eles".
- Nel Monteiro
- Leonel Nunes
- Ritmo Pimba, el único grupo de música pimba de España, liderado por el famoso acordeonista Daniel González
- Geana Soares: que mezcla instrumentación portuguesa con sudamericana.